# Luigi Serafini
Luigi Serafini (Formigine, Italia, 17 de junio de 1951-Bolonia, 23 de agosto de 2020) fue un baloncestista italiano.

## Equipos
- 1968-1977 Virtus Bologna
- 1977-1979  Pallacanestro Milano
- 1979-1982 Reyer Venezia
- 1982-1984 Fabriano Basket
- 1985-1986 Pallacanestro  Firenze

## Palmarés
- LEGA: 1
Virtus Bologna: 1975-76.
- Copa de Italia: 1
Virtus Bologna: 1974.